# Saint Landry Parish
Saint Landry Parish (franska: Paroisse de Saint-Landry) är ett administrativt område, parish, i delstaten Louisiana, USA. År 2010 hade området 83 384 invånare. Den administrativa huvudorten är Opelousas.

## Geografi
Enligt United States Census Bureau har countyt en total area på 2 405 km². 2 405 av den arean är land och 26 km² är vatten.  

### Angränsande områden
- Avoyelles Parish - norr
- Pointe Coupee Parish - öster
- Saint Martin Parish - sydost
- Lafayette Parish - söder
- Acadia Parish - sydväst
- Evangeline Parish - nordväst